# Giovanni Scoto Eriugena
Giovanni Scoto Eriùgena, o semplicemente Scoto Eriugena o Giovanni Eriugena (in lat.: Iohannes Scotus Eriugena; Irlanda, 810 circa – Inghilterra?, dopo l'877), è stato un monaco cristiano, teologo, filosofo e traduttore irlandese, considerato uno dei più grandi filosofi altomedievali per il contributo nell'ambito speculativo (Periphyseon) e di traduttore dell'opera dello Pseudo-Dionigi, che avrà vasta influenza sino alla fine del Medioevo.
Successe ad Alcuino di York (735-804) a capo della Schola palatina di Aquisgrana.
Produsse un certo numero di opere, ma oggi è meglio conosciuto per aver scritto La divisione della natura, che è stata definita la "conquista finale" della filosofia antica, un'opera che "sintetizza le conquiste filosofiche di quindici secoli". Fu anche uno dei pochi filosofi dell'Europa occidentale del suo tempo che conosceva il greco, avendo studiato ad Atene, all'epoca parte dell'impero bizantino. Una tradizione, considerata falsa dalla maggior parte degli storici, dice che fu pugnalato a morte dai suoi studenti a Malmesbury con le loro penne.

## Biografia
Le sue origini irlandesi si possono dedurre dal suo stesso nome, infatti egli è scoto, ovvero abitante della Scotia Maior, nome dell'Irlanda all'epoca; inoltre, nei manoscritti egli si firmava Eriugena, cioè nato (gena) in Irlanda (Eriu). Nell'843 si trasferì in Francia, dapprima a Laon, per poi giungere alla corte di Carlo il Calvo negli anni 846-847, assumendo la direzione della Schola Palatina; questi gli affidò anche il compito di tradurre dal greco il Corpus Areopagiticum di Dionigi l'Areopagita, che studiò e commentò in latino, avvicinandosi al Neoplatonismo. Fu studioso anche degli scritti di Origene e dei Padri di Cappadocia, tra cui San Basilio Magno e traduttore delle Quaestiones ad Thalassium e degli  Ambigua ad Iohannem di San Massimo il Confessore e del De imagine di San Gregorio di Nissa.
La sua filosofia si mantiene sulla linea di Sant'Agostino riguardo al Platonismo e alla teologia negativa. Senza dubbio, Eriugena volle spiegare la realtà mediante un sistema razionale e unitario che contraddiceva il dualismo della religione — secondo il quale Dio e mondo sono due realtà differenti — e i dogmi relativi alla creazione e alla volontà divina.
Per Eriugena ragione e fede sono fonti valide di vera conoscenza, per questo non possono essere in contraddizione; però se così avvenisse, è la ragione che deve prevalere. Questa affermazione, assieme alla prospettiva di tendenza panenteistica che egli sostenne nel De divisione naturae, gli valsero il sospetto di eresia. Sulla sua morte circolarono diverse storie leggendarie o perfino favolose, una delle quali racconta che dopo la morte del suo protettore Carlo il Calvo, si rifugiò in Inghilterra, presso il re Alfredo il Grande, dove venne assassinato da alcuni monaci che lo consideravano un eretico a colpi di penne; sebbene questa storia sia la più pittoresca, non è la più credibile.
Sia per le incomprensioni nate da errate interpretazioni della sua dottrina, sia per l'estremizzazione operatane da alcuni filosofi della scuola di Chartres, nel 1210 arrivò contro alcune tesi dell'opera di Eriugena una condanna conciliare postuma, con il rogo di un numero non precisato di copie del De divisione naturæ; ancora nel 1225 papa Onorio III manderà una lettera ai vescovi francesi per chiedere la raccolta di ogni copia del libro da spedire a Roma per esservi bruciata.
Il Concilio di Valenza (Valence, Francia) dell'855 condannò per eresia il De predestinatione di Eriugena, composto nell'850 per confutare Gotescalco, e la sua concezione dell'Inferno, che negava il patimento e la sofferenza corporea inflitte nell'evangelico pianto, stridore di denti e "fuoco eterno di fiamme corporee", riducendo il luogo della dannazione eterna a una condizione di mera sofferenza spirituale, dovuta alla contrizione tardiva dei peccati e alla lontananza da Dio.
In tempi recenti, tuttavia, Eriugena è stato largamente riabilitato da eminenti filosofi cattolici, fra cui il neoscolastico Étienne Gilson e il teologo Hans Urs von Balthasar, che ne hanno riconosciuto la sostanziale ortodossia. Recentemente anche Papa Benedetto XVI ha espresso su Eriugena un giudizio nel complesso positivo.

## Il divino e la ragione
Per Scoto Eriugena filosofia e teologia si identificano. Egli dice infatti: "la vera filosofia è la vera religione e, viceversa, la vera religione è la vera filosofia". Filosofare significa vedere e riconoscere la validità e la fondatezza dei principi su cui si fonda la vera religione. Proprio per questa sua totale identificazione dei principi religiosi con quelli filosofici, Eriugena ebbe molti nemici. Secondo il monaco irlandese, il legame e l'accordo fra fede e ragione è intrinseco, in quanto entrambe sono generate da una medesima causa, ovvero la Sapienza divina, che si è rivelata nella Sacra Scrittura. Se non è sostenuta dalla ragione, la fede rischia di vacillare arrivando a dire che bisogna "credere a ciò che si dice con verità intorno all'unico principio delle cose" e "intendere ciò che con verità si crede". In questo, dunque, Eriugena si avvicina molto al pensiero di Agostino d'Ippona, per il quale vigeva il "credo ut intelligam et intelligo ut credam" (credo per comprendere e comprendo per credere). La fede, per Eriugena, è dunque la ricerca e lo sforzo di interpretazione del significato delle Scritture, che porta al riconoscimento della loro intrinseca struttura razionale; esse, infatti, devono essere lette ed intese in senso allegorico, e non letterale, perché lo Spirito Santo, che parlava attraverso i profeti, si esprimeva attraverso immagini e metafore che hanno infiniti significati. Per Giovanni Scoto, anche gli scritti dei Padri della Chiesa debbono esser letti in più sensi, poiché alle volte appaiono paradossalmente in contrasto tra loro. Ed è solo attraverso la ragione, sottoposta allo Spirito, che noi possiamo vedere e comprendere i motivi e le vie d'interpretazione per poi condurci oltre queste, nella profondità unica e divina della verità da cui nascono tali diverse esposizioni.

## Le quattro nature
La più importante opera eriugeniana è il De Divisione naturae o, secondo il titolo più esatto, Periphyseon, in cui formula la sua teoria del divino partendo dunque dal neoplatonismo, ma integrandovi il concetto cristiano della natura personale di Dio, creatore del mondo. Per il filosofo, Dio è l'unica vera realtà, ed è dunque l'unico "protagonista" della sua filosofia: infatti, tutte le cose dipendono e sono generate da Lui e tutte le cose ritornano sempre a Lui, per Eriugena. Egli chiama l'insieme di tutte le cose "natura", e, poiché la natura si identifica con Dio, egli in essa distingue le quattro divisioni dell'essere divino. Esse sono:
1. La natura non creata e creante, che è Dio Padre: l'Essere divino, in questa prima divisione, è considerato come principio primo, eterno, ed immutabile alla cui conoscenza l'uomo può solo avvicinarsi, senza mai però giungere ad un'adeguata rappresentazione e comprensione. Infatti, Egli è oltre la natura, oltre la bontà, oltre l'essenza, e dunque ciò che si dice di Lui nelle Scritture è detto non per Lui in Sé stesso, ma per noi, anche per quanto riguarda, ad esempio, la Trinità. Essendo dunque al di là, oltre tutto ciò che a noi è accessibile, la realtà di Dio è il non-essere, inteso come ciò che trascende il limite dell'essere. Questo concetto sarà poi ripreso in seguito per la formazione della teologia negativa di Nicola Cusano e di altri teologi e filosofi.
2. La natura creata e creante, che è il Lógos ossia il Figlio procedente da Dio Padre: anche in questa seconda divisione Dio è l'Autore delle cause primordiali o degli esemplari originali di tutte le cose. Tali "specie" o "forme" sono aspetti del pensiero divino. Esse sono coeterne a Dio, e, in quanto creatrici di ogni cosa, sono anche Sua manifestazione. In questa divisione Eriugena riprende chiaramente il concetto platonico delle Idee, dandone una spiegazione in chiave cristiana.
3. La natura creata e non creante, che è tutta la realtà materiale (o fisica) posta nello spazio e nel tempo, ossia il mondo: questa divisione sarebbe l'esteriorizzazione delle idee divine (con un altro rimando alla teoria delle Idee platoniche), in quanto l'universo intero, inteso come ordine fisico, deriverebbe dalle ragioni ideali, e sarebbe effetto di quelle cause primordiali che sono nel Verbo divino. L'universo è dunque creato ed eterno, in quanto sussistente nel Verbo eterno, e sarebbe composto d'anima e corpo, come un immenso organismo vivente. Tale tesi è ripresa dal Neoplatonismo, il quale afferma che vi è un'unica sostanza, cioè quella divina, e il mondo non è che manifestazione di questa sostanza (teofania, ovvero, manifestazione di Dio). Per Scoto Eriugena, quindi, "Deus fit in omnibus omnia", cioè Dio diventa tutto in tutte le cose, come era per lo Pseudo-Dionigi l'Areopagita.
4. La natura non creata e non creante, che è Dio stesso, concepito come ciò verso cui l'intero Creato tende: tale divisione rappresenta Dio come meta e fine del mondo, poiché tutto ciò che proviene da un principio tende naturalmente a tornarvici. Il filosofo dunque propone i temi della discesa e del ritorno al principio caratteristici del Neoplatonismo. In tutto ciò, inoltre, l'uomo è nell'intermezzo fra il mondo dei corpi e quello delle essenze; per Eriugena, l'uomo è un microcosmo che, attraverso l'intelletto, cerca di ricostruire l'intima ragione delle cose, cerca di ritrovare la loro unità d'essenza, oltre la moltitudine e la molteplicità caotica del mondo materiale e del mondo intellettuale. Chi dunque cerca con sforzo questa primordiale unità, comprende che le cose che sono create e mortali, sono invece coeterne al Verbo in quanto espressione delle essenze. Grazie alla fede e alla ragione l'uomo comprende il divino che vi è nel mondo, e contribuisce così al ritorno dell'universo a Dio. L'intelligenza umana, quindi, è solo un mezzo per contemplare il Verbo, ma essa può smarrirsi nelle cose e perdere la capacità di conoscere la verità. La redenzione dell'intelligenza umana, che per sua natura è distorta dalla verità, può avvenire solo attraverso Cristo, che rende possibile il ritorno alla conoscenza che Dio ha del mondo e di Sé stesso.

In questo modo, dunque, le quattro nature formano un "circolo divino", nel quale Dio stesso è il centro, e che si manifesta in modo incessante ed eterno, non uscendo mai da Sé, in quanto Egli crea tutto da Sé, in Sé e per Sé; infatti il circolo parte da Dio Padre, muove attraverso il Figlio verso il mondo e infine ritorna in Dio.  Anche in questa tesi Scoto Eriugena rimanda a Sant'Agostino, che proponeva una sorta di circolo ermeneutico tra ragione e fede.

## La libertà umana
Giovanni Scoto Eriugena fu anche un grande sostenitore della libertà umana, in particolare contro la negazione che ne aveva fatto il monaco Gotescalco: quest'ultimo, interpretando in modo estremo e letterale le tesi di Sant'Agostino d'Ippona, aveva formulato la dottrina della Doppia predestinazione, sostenendo che Dio, sin dal principio, ha destinato alcuni uomini alla salvezza e al bene e altri alla dannazione e al male. Ma Scoto Eriugena obietta che non è possibile attribuire a Dio una "pre-destinazione" intesa come "destinare prima", in quanto in Dio non esiste né prima né dopo. Prendendo come base la teologia negativa di Dionigi, Eriugena afferma inoltre che non è affatto possibile condizionare la volontà umana. Rifacendosi invece ad Agostino, sostiene che il male non è una realtà, ma un non-essere, e dunque Dio non lo conosce, poiché se lo conoscesse lo creerebbe, in quanto il pensiero e l'azione in Dio si identificano. Il male è dunque un'assenza di perfezione, o una negazione di realtà. Dunque, in Dio non vi può affatto essere prescienza del male dell'uomo, e di conseguenza non vi è può essere predestinazione al male. La caratteristica essenziale dell'uomo è, per Eriugena, il libero arbitrio, che è dunque la possibilità di peccare o di non peccare; tuttavia, pur essendo libero, l'uomo può fruire dell'aiuto della Grazia divina. Questo pensiero lo espone però all'accusa di Pelagianesimo, e la sua dottrina verrà infatti condannata da due sinodi.

## Opere
- De divina prædestinatione (La predestinazione divina).
- De divisione naturæ (La divisione della natura. Titolo originale: Periphyseon). L'opera maggiore e più conosciuta.
- Expositiones super Ierarchiam celestem S. Dionysii (Esposizioni sulla "Gerarchia celeste" di Dionigi Areopagita).
- Expositiones super Ierarchiam ecclesiasticam S. Dionysii (Esposizioni sulla "Gerarchia ecclesiastica" di Dionigi Areopagita).
- Expositiones seu glossæ in mysticam Theologiam S. Dionysii (Esposizioni o glosse sulla "Teologia mistica" di Dionigi Areopagita).
- Homilia in prologum S. Evangelii secundum Joannem (Omelia sul Prologo del Vangelo di Giovanni).
- Commentum in S. Evangelium secundum Joannem (Commento al Vangelo di Giovanni).
- Annotationes in Marcianum (Commento alle "Nozze di Mercurio con Filologia" di Marziano Capella).
- Carmina (25 carmi composti in latino e greco).

### Traduzioni italiane
- Il Prologo di Giovanni, A cura di Marta Cristiani, Fondazione Lorenzo Valla, Milano, Mondadori, 1987, ISBN 978-88-042-9881-6.
- De Praedestinatione Liber. Dialettica e teologia all'apogeo della rinascenza carolingia, a cura di E.S. Mainoldi, Collana Per verba testi mediolatini con traduzione italiana, Firenze, Sismel-Edizioni del Galluzzo, 2003, ISBN 978-88-845-0040-3.
- Il cammino di ritorno a Dio. Il «Periphyseon», a cura di V. Chietti, Collana Filosofie n.130, Milano, Mimesis, 2011, ISBN 978-88-575-0703-3.
- Sulle nature dell'universo, a cura di Peter Dronke, traduzione di Michela Pereira (testo latino a fronte), Fondazione Lorenzo Valla, Milano, Mondadori, 2012, ISBN 978-88-046-1396-1. [Libro I, 2012; Libro II, 2013; Libro III, 2014; Libro IV, 2016; Libro V, 2017]
- Divisione della natura, a cura di Nicola Gorlani. Testo latino a fronte, Collana Il pensiero occidentale, Milano, Bompiani, 2013, ISBN 978-88-452-7336-0.
- Carmi, Prefazione di Giulio d'Onofrio. Introduzione, traduzione con testo a fronte e note di Filippo Colnago, Biblioteca di cultura medievale, Milano, Jaca Book, 2014, ISBN 978-88-164-1267-5.
- 'Omelia' e 'Commento' sul vangelo di Giovanni, traduzione di G. Mandolino, Corpus Christianorum in Translation n. 31, Turnhout, Brepols, 2018, ISBN 978-2-503-57969-6.

### Studi
- Werner Beierwaltes, Eriugena, I Fondamenti del suo pensiero, Vita e Pensiero, Milano, 1997.
- Mario Dal Pra, Scoto Eriugena ed il neoplatonismo medievale, Fratelli Bocca, Milano, 1941.
- Tullio Gregory, Sulla metafisica di Giovanni Scoto Eriugena, Sansoni, Firenze, 1960.
- Francesco Paparella, Le teorie neoplatoniche del simbolo. Il caso di Giovanni Eriugena, Vita e Pensiero, Milano, 2008.